# Pierre Nguyên Van Nho
Pierre Nguyên Van Nho (* 25. Januar 1937 in Vo Canh; † 21. Mai 2003) war Koadjutorbischof von Nha Trang.

## Leben
Pierre Nguyên Van Nho empfing am 21. Dezember 1967 die Priesterweihe.
Papst Johannes Paul II. ernannte ihn am 21. April 1997 zum Koadjutorbischof von Nha Trang. Der Bischof von Nha Trang, Paul Nguyên Van Hòa, spendete ihm am 18. Juni desselben Jahres die Bischofsweihe; Mitkonsekratoren waren Pierre Nguyễn Văn Nhơn, Bischof von Đà Lạt, und Thomas Nguyên Van Trâm, Weihbischof in Xuân Lộc.